# Tauridák
A Tauridák egy évente visszatérő meteorraj, amely az Encke-üstökössel kapcsolatos. A Tauridák meteorraj valójában kettő, egy déli és egy északi komponensből áll. A Déli Tauridák az Encke üstökösből, míg az Északi Tauridák a 2004 TG10  aszteroidából származtak, amely hasonló pályaparaméterei miatt valószínűleg az Encke egy nagyobb töredéke.  Nevüket a Bika csillagképben lévő radiáns pontjukról kapták (látszólag innen indulnak). Október végi és november eleji előfordulásuk miatt halloweeni tűzgömböknek is nevezik őket.
Az Encke-üstökös és a Tauridák egy korábbi, sokkal nagyobb üstökös maradványai, amely az elmúlt 20-30 ezer év során több darabra esett szét. A Földet vagy más bolygókat esetenként megközelítve azok árapály erőinek hatásra (Whipple, 1940; Klačka, 1999) de anyag távozott ezekből az üstökösökre jellemző módon is. Összességében az így kialakuló anyagáram (anyagfelhő) a legnagyobb kiterjedésű a Naprendszerben. Ez a meteorfolyam meglehetősen szétterül az űrben, a Földnek több hétbe telik, míg áthalad rajta, ami más meteorrajokhoz képest sokkal hosszabb meteoraktivitási periódust eredményez. Emellett a Tauridák a többi meteorrajokhoz képest nehezebb alkotórészekből, porszemcsék helyett inkább kavicsokból állnak.

## Megfigyelhetőségük
Csúcsidőszakukban, átlagosan óránként 5 Tauridát (ZHR=5) láthatunk az égen, melyek lassan, körülbelül 28 km/s (100 800 km/h) sebességgel haladnak. A kavicsnál (kb. 1 cm) nagyobbak tűzgömbökké válhatnak, melyek fényessége elérheti a Holdét, és fénylő füstnyomokat is hagyhatnak maguk után (ilyen látható a fényképen).
A bolygók, különösen a Jupiter gravitációs perturbációi miatt a Tauridák idővel szétterjedtek a térben de nem egyenletesen: mostanra két, jól elkülönülő rész alakult ki, az Északi Tauridák és a Déli Tauridák. A Déli Tauridák körülbelül szeptember 10-től november 20-ig (csúcs: október 10), míg az Északi Tauridák körülbelül október 20-tól december 10-ig (csúcs: november 12) aktívak. Ezek egyetlen széles, összefüggő meteorfolyam részei a térben. A Béta Tauridák és Zéta Perseidák, amelyekkel a Föld júniusban, illetve júliusban találkozik, szintén a meteorfolyamok, ezek a Föld nappali (Nap felőli) oldaláról közelednek, ezért nem figyelhetők meg az égen úgy ahogy az éjszakai (Nappal ellentétes oldali) Északi és Déli Tauridák októberben, illetve novemberben. Duncan Steel és Bill Napier csillagászok feltételezése szerint a Béta Tauridák lehettek az 1908. június 30-i Tunguszkai esemény okozói.
1962-ben és 1963-ban a Marsz-1 szonda kétpercenként egy mikrometeorit-becsapódást mért a Föld felszínétől 6-40 ezer km távolságban és hasonló sűrűséget mért a Földtől 20-40 millió kilométeres távolságtartományban is a Tauridák meteorrajnak köszönhetően.
A Tauridák meteor-tevékenysége nagyjából 2500-3000 évente éri el a csúcsát, amikor a meteorraj magja Földhöz közelebb halad és ez intenzívebb csillaghullást produkál. Valójában a különálló "ágak" miatt (éjszakai az év egyik részében és nappali a másikban és mindkét esetben északi/déli ágak) 3000 évente két (esetleg átfedő) csúcs van, amelyeket néhány évszázad választ el egymástól. A következő csúcs pár száz év múlva, 3000 körül várható.
A Tauridáknál a többi meteorrajhoz képest gyakoribbak a csúcsok. Ezek a meteorfolyamban lévő nagyobb anyagkoncentrációkból származhatnak, melyek csak néhány áthaladás során találkoznak a Földdel.

## Tűzgömbök
Lengyelország felett 1995-ben a teljes égboltot figyelő kamerák -17 abszolút magnitúdójú Taurida tűzgömböt rögzítettek, amely nagyjából 900 kg és 1 méter átmérőjű lehetett.
1993-ban azt jósolták, hogy 2005-ben nagy aktivitás lesz. 2005-ben halloween körül sok tűzgömböt láttak, amelyek zavarták az emberek éjszakai látását.  A csillagászok „halloweeni tűzgömböknek” nevezték ezeket.  A 2013-as Déli Taurida meteorraj tűzgömbjeit észleltek Kalifornia déli részén, Arizonában, Nevadában és Utahban. Mark Boslough és Peter Brown feltételezték, hogy 2019 egy jó év volt a Taurida meteorraj ellenőrzésére, akár nappali tűzgolyókat is 2019 júniusában/júliusában. A Tunguszka eseményt egy Béta Taurida okozhatta. Ignacio Ferrín és Vincenzo Orofino 2021-es tanulmánya a raj 88 valószínű tagját katalogizálta és kimutatta, hogy sokuk (például a 2212 Hephaistos csoport és a 169P/NEAT csoport) üstököstevékenységet mutat.

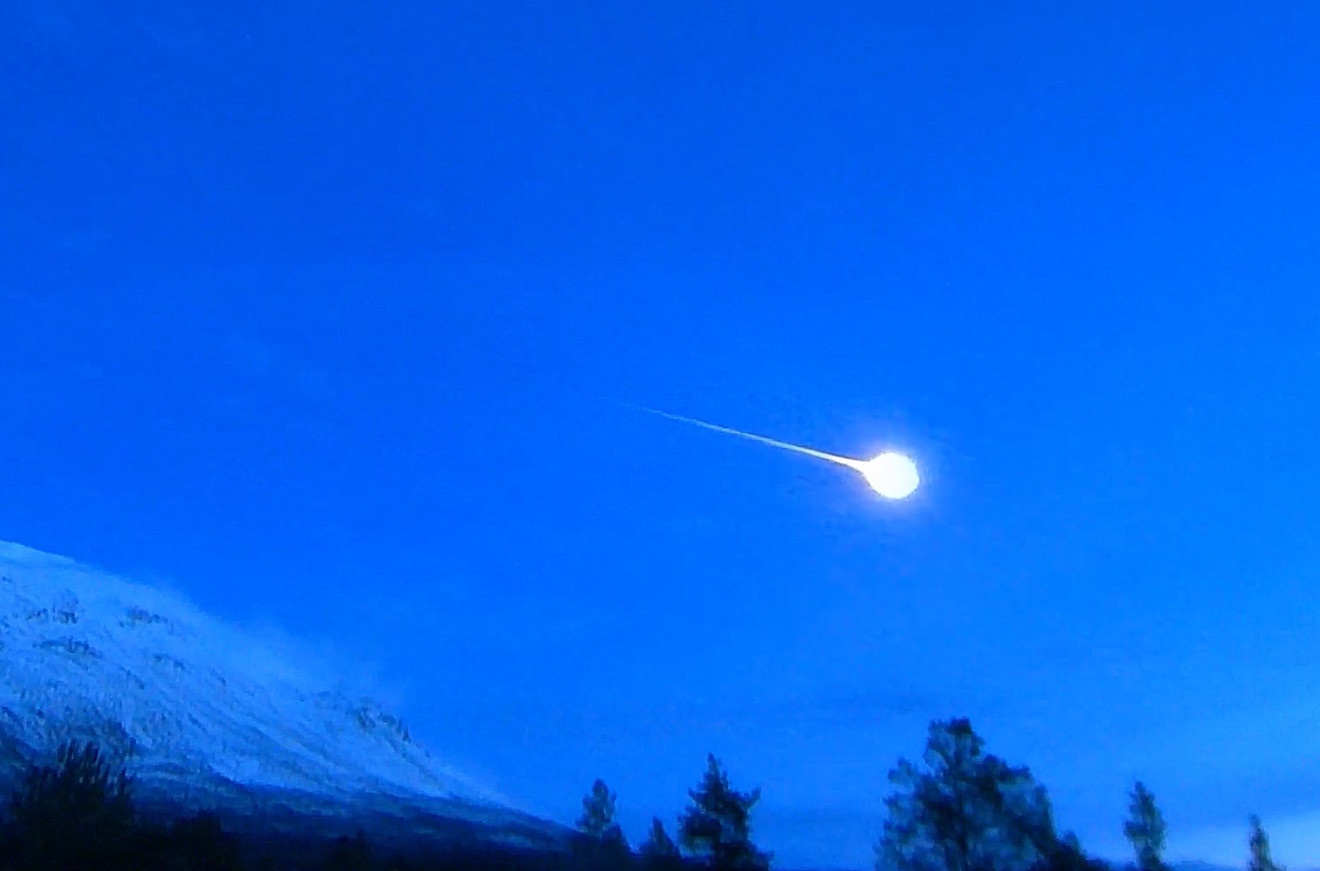
Északi Taurida tűzgömb a norvégiai Skibotnból 2020. december 4-én, 14:30 CET (közép-európai idő)

2019. november 11-én egy Taurida tűzgömböt láttak St. Louis felett.

## Meteorbecsapódás a Holdon
Rob Suggs a NASA tudósa és Bill Cooke csillagász 2005. november 7-én egy a Holdon bekövetkezett becsapódási esemény rövid felvillanását rögzítette egy új 250 mm-es teleszkópra szerelt kamera tesztelése közben, ezt éppen azért építették, hogy vele megfigyeljék a Holdat érő meteorbecsapódásokat. A csillagtérképek tanulmányozása után arra a következtetésre jutottak, hogy a becsapódó test valószínűleg a Taurida meteorraj része volt. Lehet, hogy ez az első fényképfelvétel egy ilyen becsapódásról, amelyet szemtanúk állítása szerint, ritka alkalmakkor már szabad szemmel is megfigyeltek.

## Fordítás
- Ez a szócikk részben vagy egészben  a   Taurids című angol Wikipédia-szócikk ezen változatának fordításán alapul.  Az eredeti cikk szerkesztőit annak laptörténete sorolja fel. Ez a jelzés csupán a megfogalmazás eredetét és a szerzői jogokat jelzi, nem szolgál a cikkben szereplő információk forrásmegjelöléseként.